# Cis capensis
Cis capensis es una especie de coleóptero de la familia Ciidae.

## Distribución geográfica
Habita en Sudáfrica.